# Илиян Неделчев
Илиян Неделчев (роден на 1 март 1996 г. във Варна) е български футболист, който играе като полузащитник за Черно море (Варна). Започва професионалната си кариера в Спартак (Варна), играе за половин сезон в Б група. Прави първия си дебют за Черно море в домакинската загуба срещу Локомотив (Пловдив) на 26 май 2015 година.